# Matuyas Bajo (Maunabo)
Matuyas Bajo es un barrio ubicado en el municipio de Maunabo en el estado libre asociado de Puerto Rico. En el Censo de 2010 tenía una población de 327 habitantes y una densidad poblacional de 75,29 personas por km².

## Geografía
Matuyas Bajo se encuentra ubicado en las coordenadas 18°2′0″N 65°56′51″O / 18.03333, -65.94750. Según la Oficina del Censo de los Estados Unidos, Matuyas Bajo tiene una superficie total de 4.34 km², de la cual 4.34 km² corresponden a tierra firme.

## Demografía
Según el censo de 2010, había 327 personas residiendo en Matuyas Bajo. La densidad de población era de 75,29 hab./km². De los 327 habitantes, Matuyas Bajo estaba compuesto por el 51.07% blancos, el 30.58% eran afroamericanos, el 0.31% eran amerindios, el 0.61% eran asiáticos, el 13.46% eran de otras razas y el 3.98% pertenecían a dos o más razas. Del total de la población el 99.69% eran hispanos o latinos de cualquier raza.